# 2015年馬來西亞大獎賽
2015年馬來西亞大獎賽（英語：2015 Malaysian Grand Prix），官方名稱為2015年一級方程式賽車国油馬來西亞大獎賽（英語：2015 Formula 1 Petronas Malaysia Grand Prix），是2015年3月29日舉辦於雪邦的一場一級方程式賽車賽事。比賽在雪邦國際賽道進行，總計56圈。這是2015年世界一級方程式錦標賽的第2場分站賽事，同時也是第34屆馬來西亞大獎賽，以及自併入世界錦標賽後的第17屆。
路易斯·漢米爾頓帶著領先隊友尼可·羅斯堡7分的積分差距來到這場比賽，緊追在後的是落後10分的賽巴斯蒂安·維泰爾。梅賽德斯車隊在車隊積分榜上則以28分的積分差距領先法拉利車隊。
漢米爾頓在傾盆大雨的排位賽中保住桿位，這是他職業生涯中的第40座桿位。最終，維泰爾從第二位發車奪得冠軍。這是他職業生涯的第40座分站冠軍，也是法拉利自2013年西班牙大獎賽後的首場勝利。

## 賽事簡報

### 背景

#### 體育批評

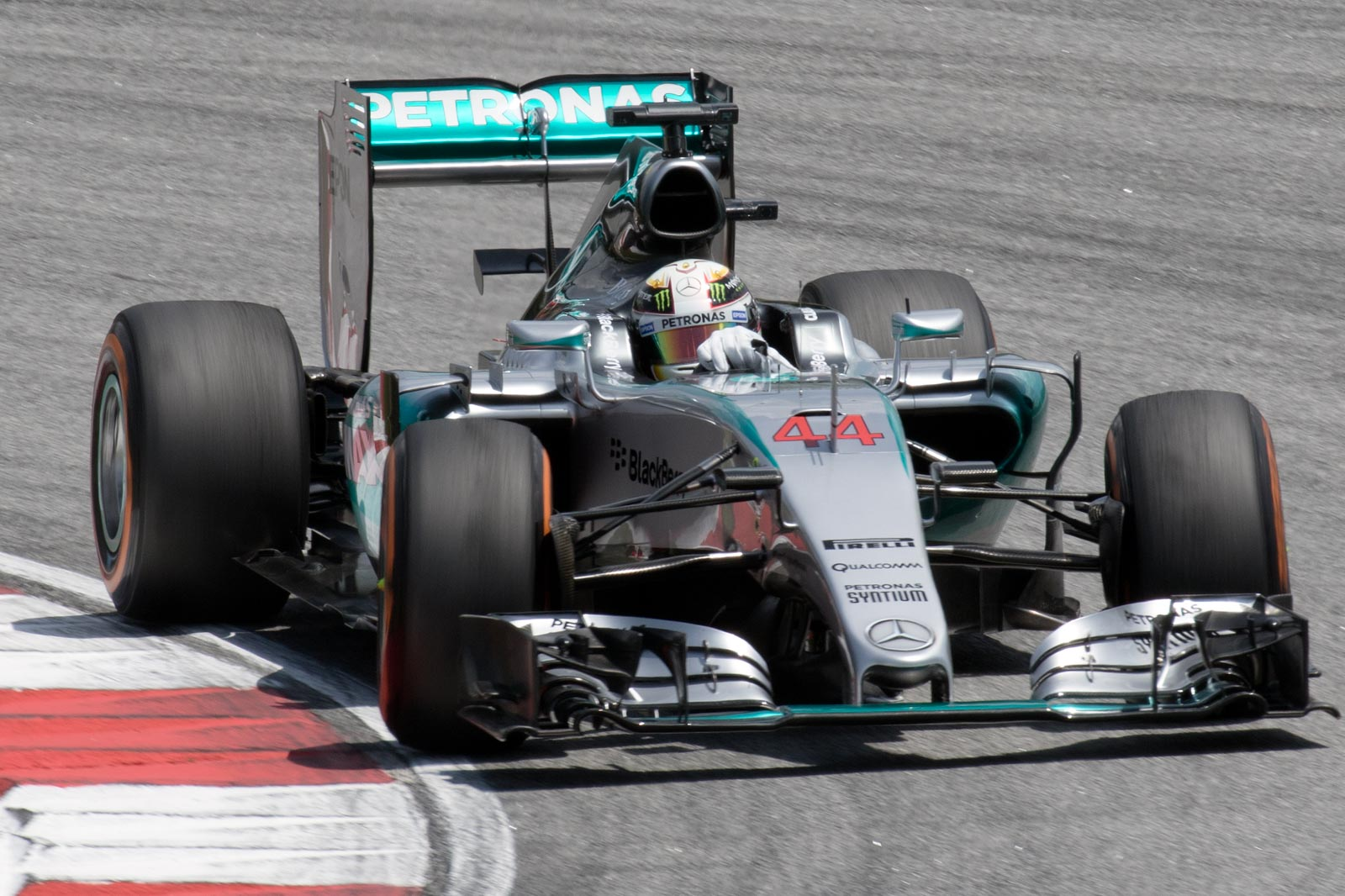
梅賽德斯與路易斯·漢米爾頓（攝於練習賽）的霸主地位是這場分站前主要探討的話題。

梅賽德斯在澳洲分佔一、二名完賽，領先第三的賽巴斯蒂安·維泰爾半分鐘之久，並帶著的鉅額積分來到賽季的第二站。許多評論家在見證他們的統治性表現後，表示擔心這項運動在整個2015年賽季恐怕會更加片面且無趣，步上去年的後塵。紅牛車隊主席克里斯蒂安·霍納呼籲國際汽聯應介入並調整相關規則，以使比賽水平達到一致，並說道：「在規則內，國際汽聯有一套均衡機制，這正是我們所關注的。」紅牛隨後威脅如果沒有任何新措施的話，就要離開這項運動。然而，許多評論家指出，紅牛已經享有前幾年的霸主地位， 一級方程式賽車掌門人伯尼·埃克萊斯頓表示他能理解該隊的感受，說道：「這起事件中有一項（前主席）馬克斯在位時推出的規則……當有一支特定車隊或引擎供應商佔盡上風──正如現在的梅賽德斯──國際汽聯能夠插手使比賽平衡。他們（梅賽德斯）有眾所認同的一流表現。我們需要對現狀做出一點改變，盡量讓比賽能夠趨於平衡。」梅賽德斯執行董事托托·沃爾夫對此做出回應，敦促他的對手「你他媽的就埋頭苦幹並努力整理出頭緒來」。麥拉倫車手簡森·巴頓則是對改變規則的成效提出質疑，說「這並沒有真正的壓制到梅賽德斯，因為他們看上去並不像在做其他車隊無法辦到的事。」
在紅牛的指責後，引擎供應商雷諾的未來也成為了一個具有爭議的問題。當雷諾考慮退出這項運動時，媒體把焦點轉向他們有可能會收購紅牛二隊。在消息指出德國大獎賽因為缺乏資金將會退出2015年賽曆後，關於這項運動未來性的議題也更加高漲。其中一場最傳統的賽車賽事停辦，造成多數人提出疑問指向同為傳統賽道的蒙札是否也會面臨同樣的命運。

#### 參賽者回歸
費爾南多·阿隆索在麥拉倫的席位，因為在季前受傷而由凱文·馬格努森頂替出賽澳洲分站，他在痊癒後將於本站復出。因排位賽期間的背傷而缺席前一場分站的威廉斯車手維爾特利·鮑達斯也將在此站回歸。
馬諾-瑪魯西亞在澳洲大獎賽未能派車上場而受到批評後，將於馬來西亞首度派出兩輛車上場，而伯尼·埃克萊斯頓則表示他們需要支付通常由商業權持有人承擔的差旅費用。

#### 輪胎
如同前兩年一般，輪胎供應商倍耐力在這場比賽提供車隊橘色硬胎作為首選胎，以及白色中性胎作為備選胎。而倍耐力也在此站提供兩種雨胎，分別是綠色半雨胎及藍色全雨胎。

### 自由練習賽

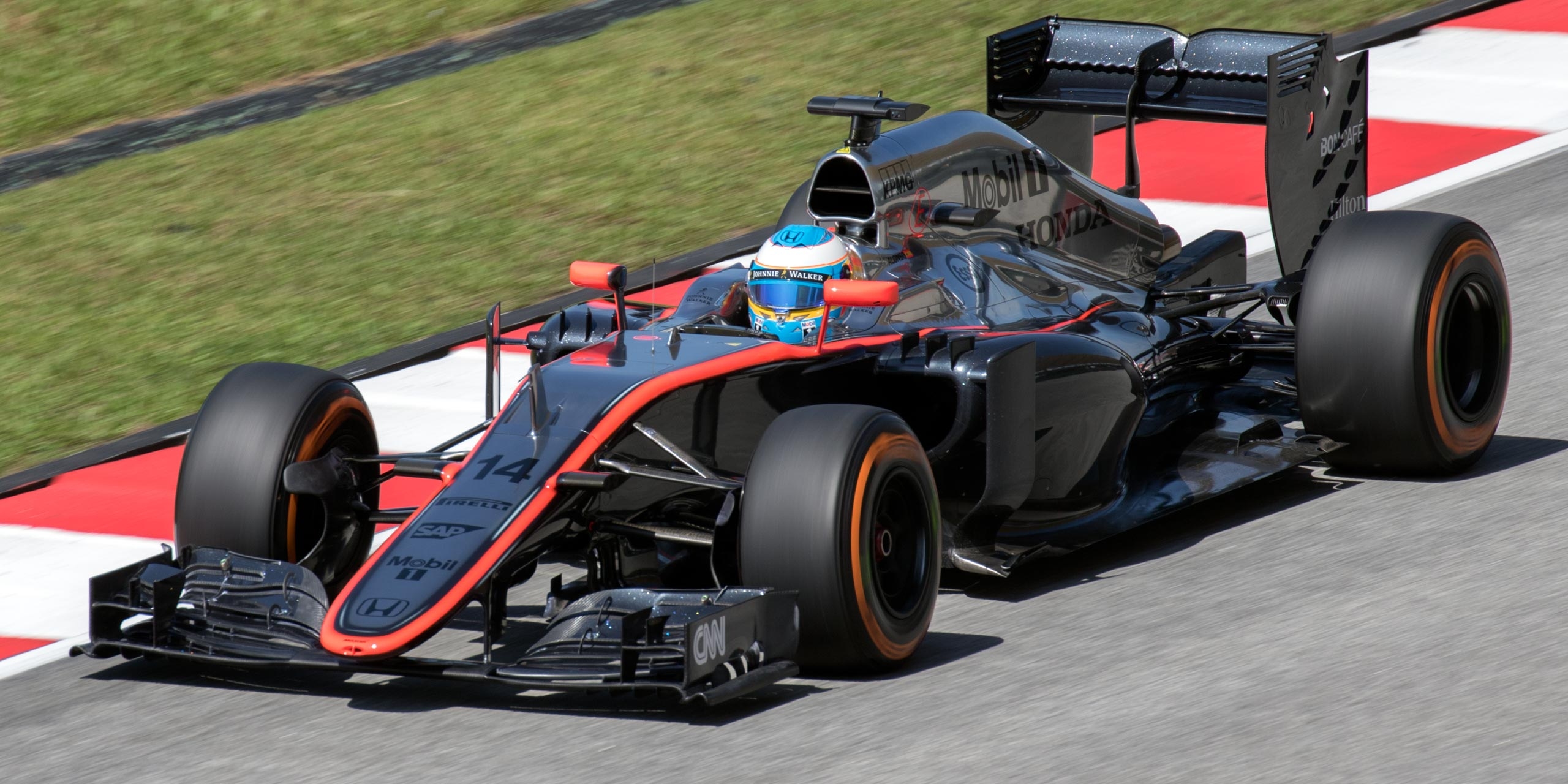
費爾南多·阿隆索在缺席澳洲首站後重回賽場。

尼可·羅斯堡在週五上午的第一階段自練習賽寫下最快圈速，而積分榜領先者路易斯·漢米爾頓因為引擎故障缺陣。隨後，他在當日的第二階段練習賽便重返賽場，並拿下最快單圈時間，而法拉利再兩階段的練習賽以少於0.4秒的差距，證明他們有能力在雪邦追擊他們的對手。
費爾南多·阿隆索首度駕駛他的新麥拉倫上場，在周五的兩階段中分別取得第14及第16名的成績，且皆比他的隊友簡森·巴頓來得快。馬諾-瑪魯西亞同樣也是初次參與自由練習賽，但兩輛車卻難以滿足107%的時間限制。拉菲爾·馬賽羅在第一階段頂替薩伯的正規車手費利佩·納斯爾。
在週六上午的第三階段練習賽期間，兩位梅賽德斯車手再度成為全場最快，且羅斯堡寫下了最快圈速，而法拉利則以大約半秒之差落後。

### 排位賽

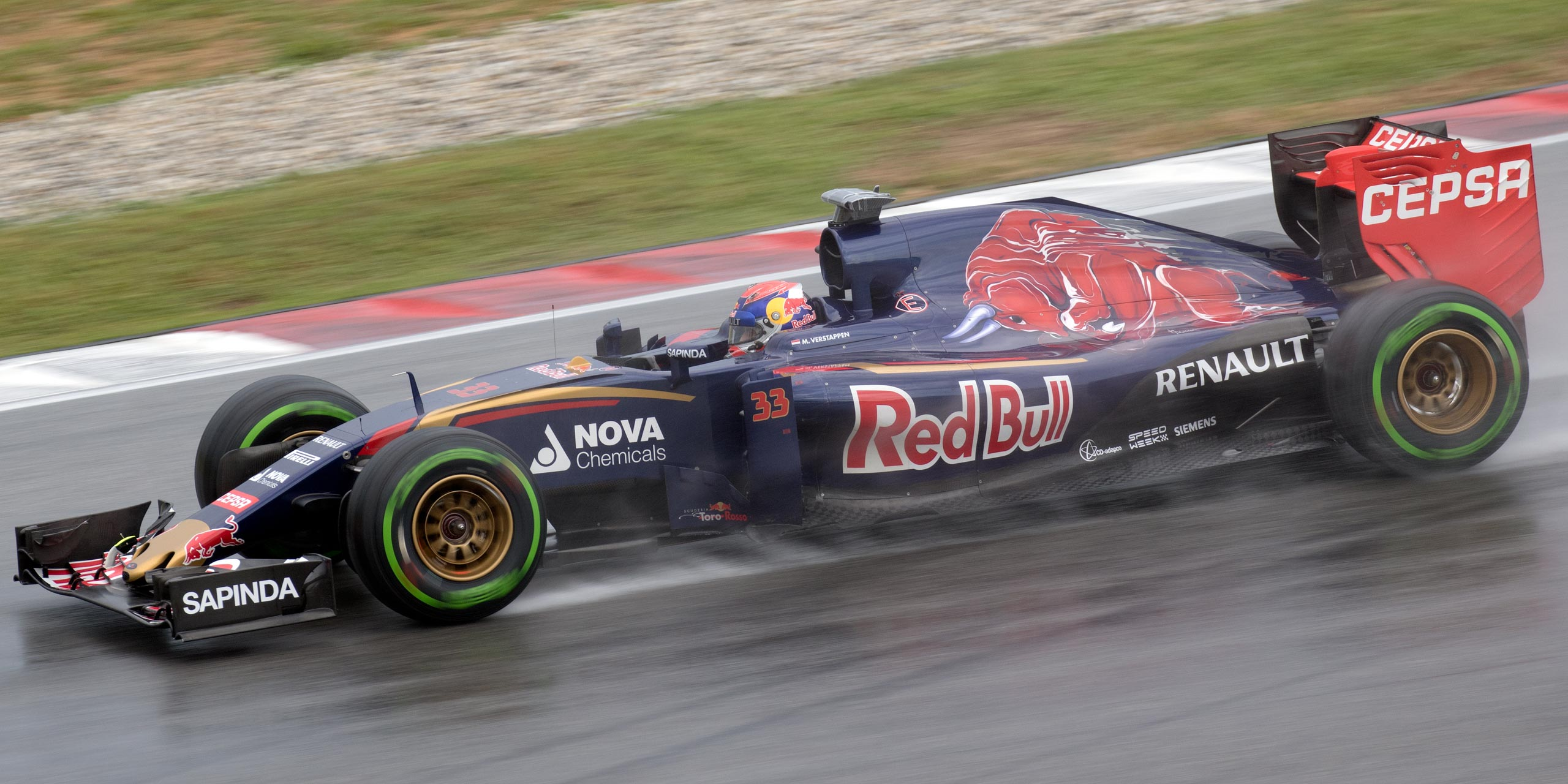
馬克斯·維斯塔潘成為最年輕取得一級方程式賽車積分的車手。攝於雨天的第二階段排位賽。

排位賽共包含三個部分，各個階段分別長18、15、12分鐘，前兩階段各淘汰五名車手。第一階段排位賽（Q1）在乾燥且陽光充足的情況下進行；但這仍不是麥拉倫所中意的天氣狀況，因為儘管他們做了些改變，但還是車速還是不夠，僅能落在後段班。簡森·巴頓與他復出的隊友費爾南多·阿隆索兩人以0.1秒之差，僅能排上第17與第18位。而馬諾-瑪魯西亞的羅伯托·梅里與威爾·史蒂文斯也加入了他的行列；梅里以幾乎5秒之差落後阿隆索，史蒂文斯則是無法上場。另外，費利佩·納斯爾因為他的薩伯出現平衡問題，同樣於Q1止步。
在Q2開始前，賽道西側開始出現積雲，而車手們也在維修道列隊等待。隨著賽道某些區塊將出現雷雨的警告發布後，名次的爭奪越趨明顯，而僅有一位車手——尼可·羅斯堡——沒有遇到任何慢車，乾淨俐落地完成一圈。 此階段排位賽最大的受害者是被马库斯·埃里克松攔截的奇米·雷克南。雷克南寫下1:42.173的單圈時間，不過隨後開始降雨，無法再做出更快的時間，只能從晉升Q1的名單中被擠下。其他加入雷克南的行列，被淘汰的車手還包括帕斯托·馬爾多納多、印度威力的尼克·胡肯伯格與塞吉歐·培瑞茲，以及紅牛二隊的小卡洛斯·塞恩斯，他們皆因為無法在降雨後刷新他們最初的時間而被淘汰。
經過半小時的推延後，車手們紛紛回到賽場上，剩餘的十位車手中，大多數都選擇用上半雨胎，而羅曼·格羅斯讓、費利佩·馬薩及維爾特利·鮑達斯則先選擇用上全雨胎，之後才換上半雨胎。最終，漢米爾頓以領先維泰爾0.074秒之差奪下桿位，而羅斯堡則名列第3位。隨後的是紅牛的丹尼爾·里卡多與丹尼爾·科維亞特，紅牛二隊的年輕車手馬克斯·維斯塔潘則拿下第6位。其餘的前10位車手依序為馬薩、格羅斯讓、鮑達斯及埃里克森。

#### 排位賽後
羅曼·格羅斯讓因為沒有按照他離開車庫時的順序駛離維修道，所以須接受2位罰退，讓他的第8排位賽成績掉落至第10位發車。

### 正賽

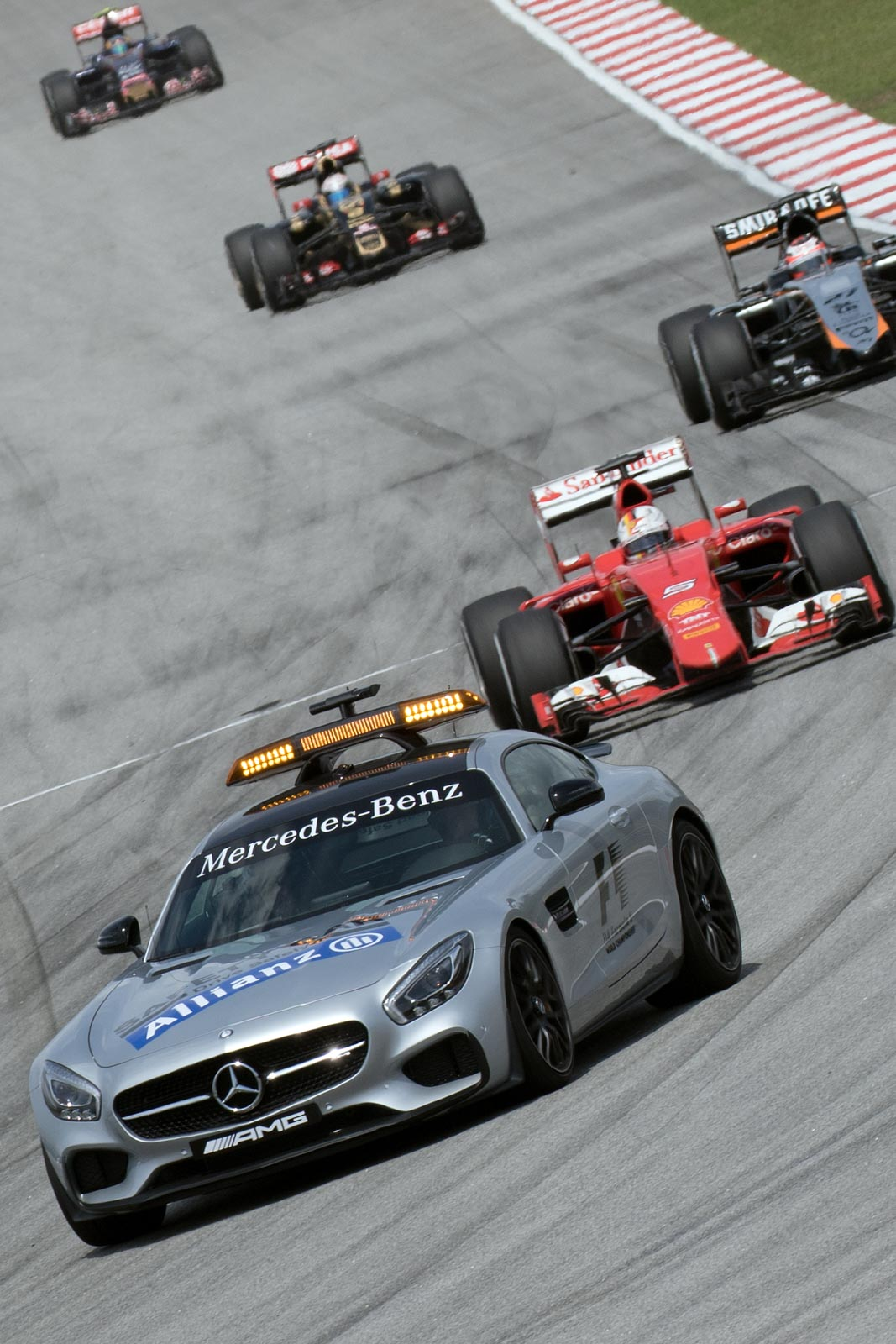
早早就部署的安全車可以說是這場比賽結果的一項決定性因素。

比賽當日的氣溫非常炎熱，賽道溫度更高達61 °C（142 °F）。另外，雖然因為比賽提早開跑，降雨機率較前幾年來的小，但還是有降雨的可能。威廉斯期望這場比賽不要下雨，因為從排位賽可見，他們在濕的路面上缺乏速度。 威爾·史蒂文斯因為燃油系統故障而缺席排位賽，不過最終仍可參與正賽。
起跑後，路易斯·漢米爾頓保住了他的領先地位，而尼可·羅斯堡則對第2名的賽巴斯蒂安·維泰爾展開攻勢，但法拉利順利守住位置。帕斯托·馬爾多納多及奇米·雷克南因為分別與維爾特利·鮑達斯和費利佩·納斯爾發生擦撞，在第1圈時便雙雙爆胎，且必須進站換上一套新胎。維泰爾在前幾圈中，依舊能緊跟在漢米爾頓的梅賽德斯後方。
第4圈時，马库斯·埃里克松太晚煞車，使他的車輛在1號彎打滑，最終以退賽收場並帶出了安全車。除了七輛車未進站換胎外，其他所有的車手皆選擇進站，其中也包括了兩位梅賽德斯車手，而維泰爾則選擇留在場上。當比賽在第7圈重新展開後，維泰爾開始領跑，後方跟隨著尼克·胡肯伯格、羅曼·格羅斯讓、小卡洛斯·塞恩斯及塞吉歐·培瑞茲，還有進站過的第一位車手漢米爾頓。
兩位梅賽德斯車手開始在賽場上力爭上游，漢米爾頓在第10圈結束前超越了胡肯伯格來到第二，落後領跑的維泰爾10秒。羅斯堡則在第14圈時上升至第三名，而漢米爾頓卻無法拉近與維泰爾的差距。沒有利用安全車階段進站的車輛在第16圈開始換胎，馬爾多納多在此時被罰10秒加時，因為他在安全車部署期間超速。同時，紅牛車輛出現煞車故障的跡象，兩輛車的輪胎在主要的煞車點皆出現了煞車塵。隨後，維泰爾在第18圈時執行他的首次進站，將領先交還給了漢米爾頓。維泰爾回到場上後位在第三，且迅速追近第二的羅斯堡。

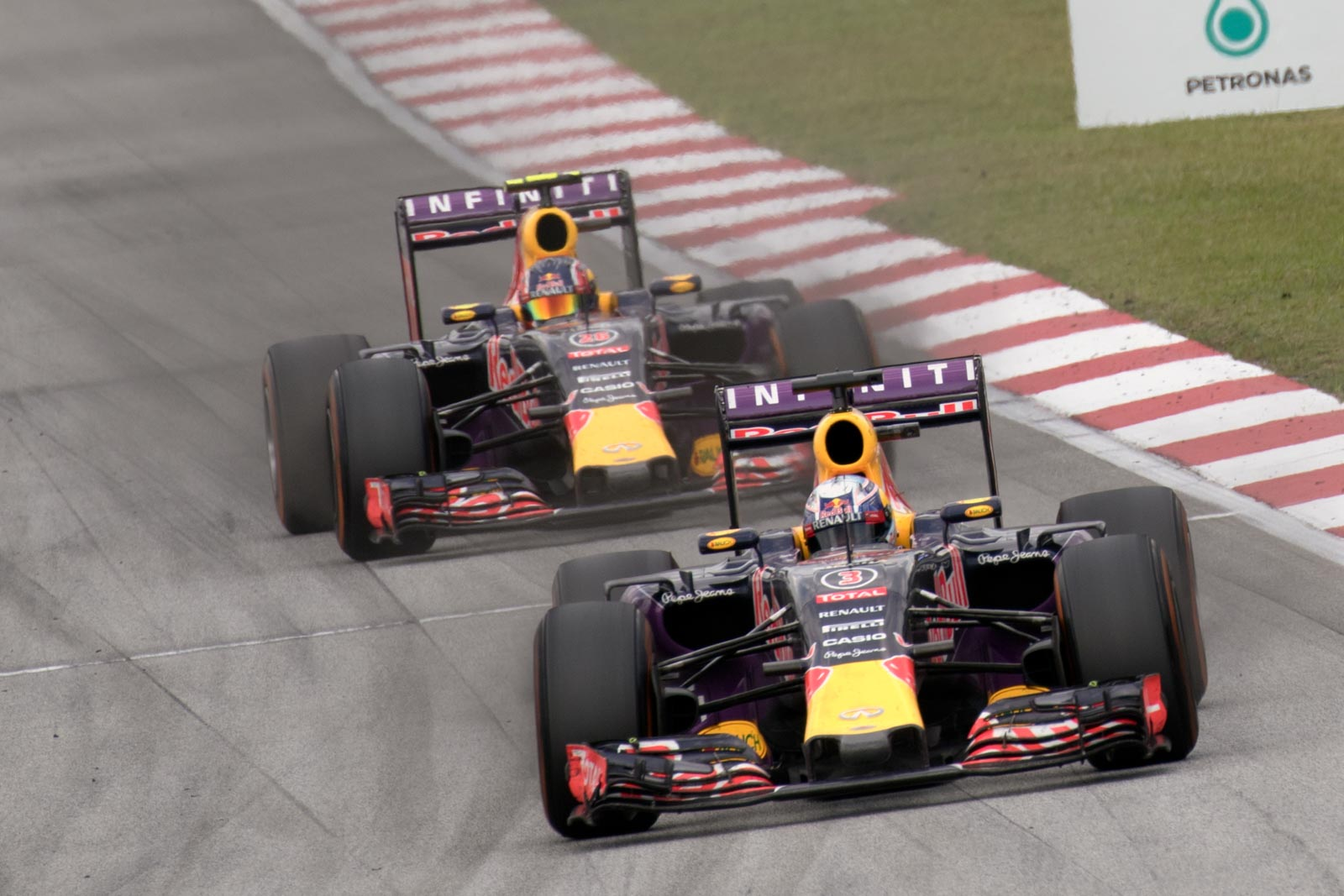
兩輛紅牛的煞車皆出現問題。從此可見，煞車塵從煞車盤中吹出。

維泰爾妥善利用了他的新胎，在第22圈超掉羅斯堡，並在漢米爾頓於第24圈執行第二次進站後，再度取得領先地位。同時，費爾南多·阿隆索在第21圈名列第9時，因為引擎故障提前退賽。因為前翼的損壞惡化，丹尼爾·里卡多在第26圈一開始，將第11名讓給了隊友丹尼爾·科維亞特，但科維亞特卻被跑開的胡肯伯格在2號彎撞上，造成他的車身彈起旋轉。科維亞特還能繼續比賽，但卻下滑到第13名。另一位印度威力車手塞吉歐·培瑞茲也在五圈後，讓羅曼·格羅斯讓的蓮花發生旋轉。兩位印度威力車手皆因為他們的舉動而被罰10秒加時。
賽巴斯蒂安·維泰爾在第38圈進行他的第二次，同時也是最後一次的進站，並將領先再度讓回給了漢米爾頓。漢米爾頓在下一圈也做了他的最後一次換胎，出來時位在第3名，落後為泰爾約12秒。他的隊友羅斯堡則在第41圈時進站，使得漢米爾頓得以晉升一位來到第2名，並開始追近前方的維泰爾。簡森·巴頓因為渦輪故障，在第40圈時退賽收場，而馬爾多納多又經歷了糟糕的一天，他因為煞車故障不得不把車開回車庫。最終，漢米爾頓仍無法超越維泰爾，讓維泰爾取得他自2013年巴西大獎賽後的首座分站冠軍，同時也是他加盟法拉利的首勝。維爾特利·鮑達斯則在最後一圈超過他的隊友費利佩·馬薩，最終，兩位威廉斯車手分別以第5及第6名完賽。

### 正賽後

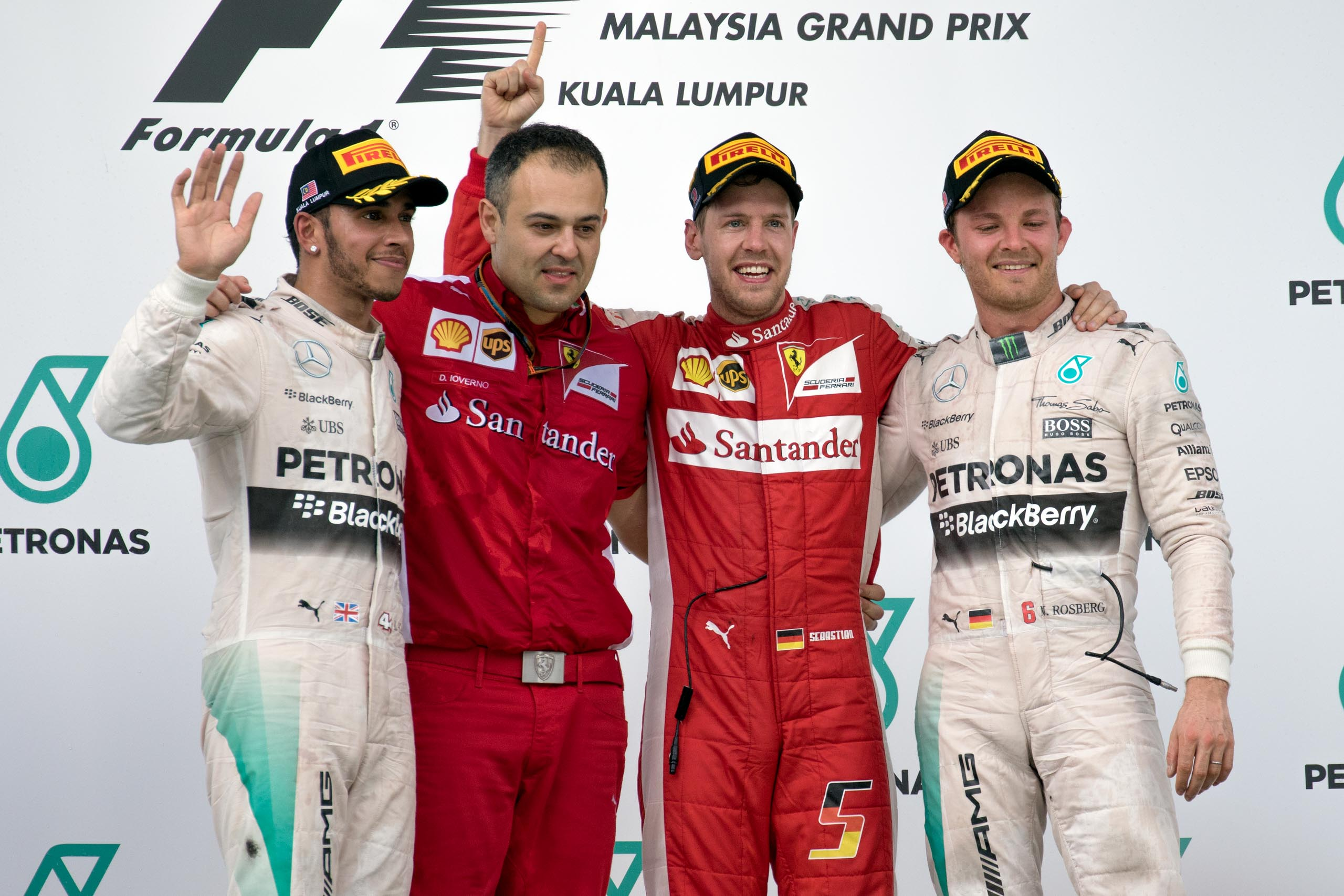
賽後頒獎台

賽巴斯蒂安·維泰爾及法拉利車隊相當高興獲得這場分站的冠軍，維泰爾更難掩激動在頒獎台上落淚。他在頒獎台訪問上，向埃迪·喬丹闡述身為一位法拉利車手的感受：
我永不忘在馬拉內羅看到總部大門敞開的那一刻，它就像是一個即將實現的夢想。我還記得上一次我在那裡時，我還是個孩子，看著麥可（·舒馬克）翻過圍欄，駕著法拉利在周圍馳騁，而現在我也正在駕駛這樣鮮紅的車。 這真是令人難以置信。今天這一整天的日子、這一整場比賽相當精闢，整個車隊也相當到位，絕佳的策略、精采的比賽，我們正大光明地擊敗他們了……
亞軍路易斯·漢米爾頓承認法拉利與維泰爾「這個周末非常出色」，他也未曾預期過他們的速度能與梅賽德斯旗鼓相當。
法拉利車隊共享了維泰爾的喜悅，他們在頒獎儀式中，在車隊主席毛里齊奧·艾利瓦貝尼的帶領下唱著義大利國歌。艾利瓦貝尼後來也承認，他在收到麥可·舒馬克的經紀人代表他的家人發出的祝賀短訊後哭了。在接下來的日子裡，關於維泰爾及舒馬克的比較層出不窮，有評論家指出，維泰爾僅僅經過兩場就贏得他在法拉利的首勝，而舒馬克則是在他的第七場比賽才奪冠。在賽後的新聞發布會上，維泰爾表示希望能夠效仿舒馬克在法拉利的成功，並贏得總冠軍。

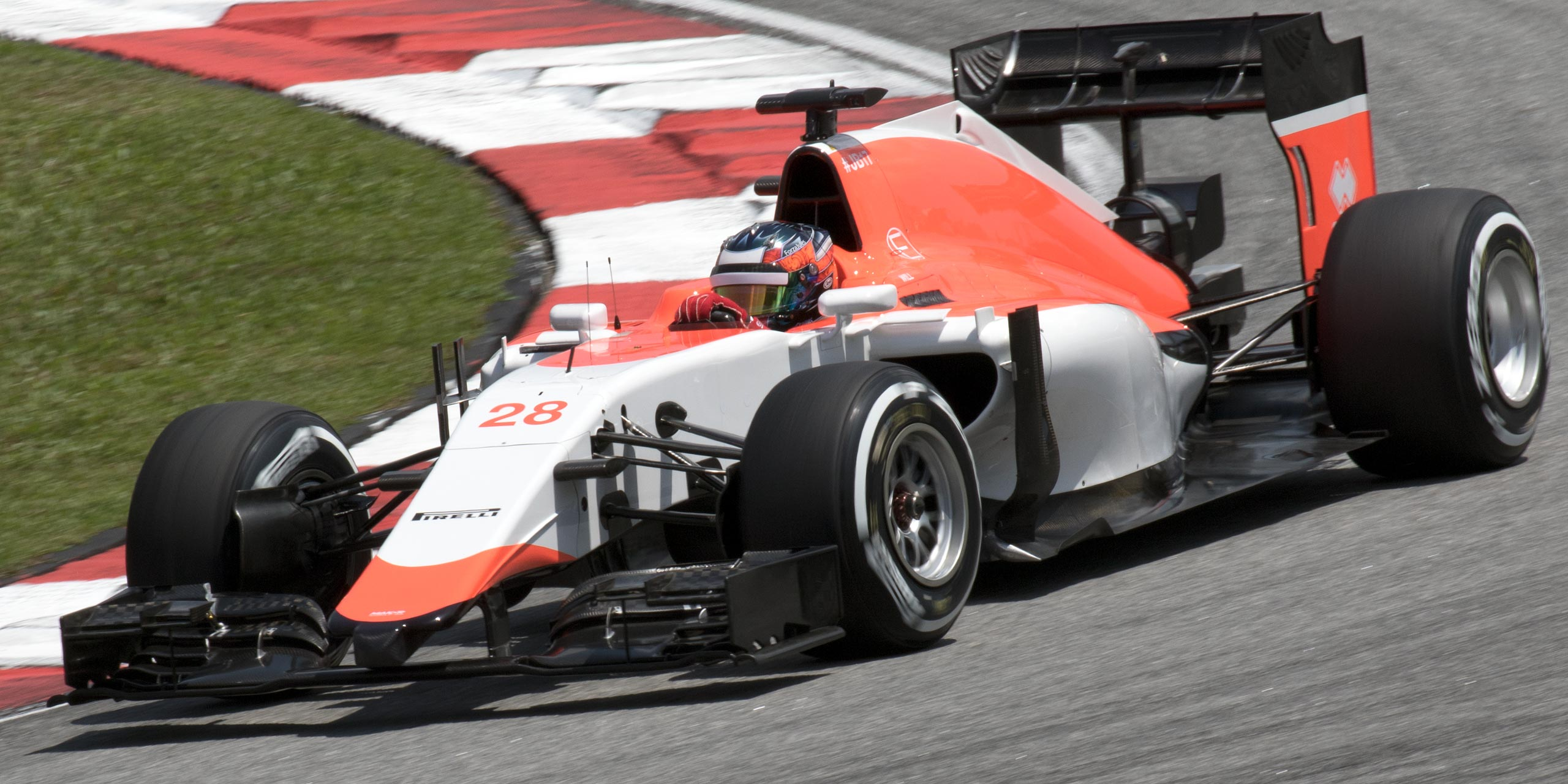
威爾·史蒂文斯（攝於自由練習賽）無法參與正賽。

這場比賽的結果被視為是在澳洲大獎賽對比賽千篇一律的擔憂後，最好的一次反駁。德國報紙《南德意志報》稱維泰爾的勝利是「對委靡不振的體育最佳的期待。」英國報刊《每日郵報》則評論說：「現在，一項運動已經發展出一個令人印象深刻的紙上談兵才能……至少可以從這自我厭惡的批評中休息一陣子。」
印度威力的鮑勃·弗利（Bob Fernley）指控馬諾-瑪魯西亞蓄意只派出一輛車出賽排位賽及正賽，並敦促國際汽聯對此事進行調查。馬諾則否決了這項說法，體育總監格雷姆·羅丹表示「我可以向你保證，如果這輛車當時可以駕駛，它便會上場」。
第7名完賽的馬克斯·維斯塔潘成為了最年輕獲得世界錦標賽積分的車手。維斯塔潘表示那是「美好的一天」，而他的父親、前一級方程式賽車車手喬斯·維斯塔潘評論說：「我對他今天所辦到的感到非常高興。我很開心他完成了比賽，且是以他自己的方式，這是他應得的。我感到非常驕傲。」

## 賽事結果

### 排位賽成績
| 名次               | 車號 | 車手              | 車隊              | 第一階段 | 第二階段 | 第三階段 | 發車位 |
| ------------------ | ---- | ----------------- | ----------------- | -------- | -------- | -------- | ------ |
| 1                  | 44   | 路易斯·漢米爾頓   | 梅賽德斯          | 1:39.269 | 1:41.517 | 1:49.834 | 1      |
| 2                  | 5    | 賽巴斯蒂安·維泰爾 | 法拉利            | 1:39.814 | 1:39.632 | 1:49.908 | 2      |
| 3                  | 6    | 尼可·羅斯堡       | 梅賽德斯          | 1:39.374 | 1:39.377 | 1:50.299 | 3      |
| 4                  | 3    | 丹尼爾·里卡多     | 紅牛-雷諾         | 1:40.504 | 1:41.085 | 1:51.541 | 4      |
| 5                  | 26   | 丹尼爾·科維亞特   | 紅牛-雷諾         | 1:40.546 | 1:41.665 | 1:51.951 | 5      |
| 6                  | 33   | 馬克斯·維斯塔潘   | 紅牛二隊-雷諾     | 1:40.793 | 1:41.430 | 1:51.981 | 6      |
| 7                  | 19   | 費利佩·馬薩       | 威廉斯-梅賽德斯   | 1:40.543 | 1:41.230 | 1:52.473 | 7      |
| 8                  | 8    | 羅曼·格羅斯讓     | 蓮花-梅賽德斯     | 1:40.303 | 1:41.209 | 1:52.981 | 101    |
| 9                  | 77   | 維爾特利·鮑達斯   | 威廉斯-梅賽德斯   | 1:40.249 | 1:40.650 | 1:53.179 | 8      |
| 10                 | 9    | 马库斯·埃里克松   | 薩伯-法拉利       | 1:40.340 | 1:41.748 | 1:53.261 | 9      |
| 11                 | 7    | 奇米·雷克南       | 法拉利            | 1:40.415 | 1:42.173 |          | 11     |
| 12                 | 13   | 帕斯托·馬爾多納多 | 蓮花-梅賽德斯     | 1:40.361 | 1:42.198 |          | 12     |
| 13                 | 27   | 尼克·胡肯伯格     | 印度威力-梅賽德斯 | 1:40.830 | 1:43.023 |          | 13     |
| 14                 | 11   | 塞吉歐·培瑞茲     | 印度威力-梅賽德斯 | 1:41.036 | 1:43.469 |          | 14     |
| 15                 | 55   | 小卡洛斯·塞恩斯   | 紅牛二隊-雷諾     | 1:39.814 | 1:43.701 |          | 15     |
| 16                 | 12   | 費利佩·納斯爾     | 薩伯-法拉利       | 1:41.308 |          |          | 16     |
| 17                 | 22   | 簡森·巴頓         | 麥拉倫-本田       | 1:41.636 |          |          | 17     |
| 18                 | 14   | 費爾南多·阿隆索   | 麥拉倫-本田       | 1:41.746 |          |          | 18     |
| 107%時間：1:46.217 |      |                   |                   |          |          |          |        |
| –                  | 98   | 羅伯托·梅里       | 瑪魯西亞-法拉利   | 1:46.677 |          |          | 192    |
| –                  | 28   | 威爾·史蒂文斯     | 瑪魯西亞-法拉利   | 未作時間 |          |          | 202    |
| 來源：             |      |                   |                   |          |          |          |        |

註記：
^1 －羅曼·格羅斯讓因为在第二节排位赛从维修通道起步时插队，受罰在正赛时退二位起跑。
^2 －羅伯托·梅里與威爾·史蒂文斯獲比賽幹事批准在正賽中起跑。

### 正賽成績
| 名次   | 車號 | 車手              | 車隊              | 圈數 | 時間/退賽   | 發車位 | 積分 |
| ------ | ---- | ----------------- | ----------------- | ---- | ----------- | ------ | ---- |
| 1      | 5    | 賽巴斯蒂安·維泰爾 | 法拉利            | 56   | 1:41:05.793 | 2      | 25   |
| 2      | 44   | 路易斯·漢米爾頓   | 梅賽德斯          | 56   | +8.569      | 1      | 18   |
| 3      | 6    | 尼可·羅斯堡       | 梅賽德斯          | 56   | +12.310     | 3      | 15   |
| 4      | 7    | 奇米·雷克南       | 法拉利            | 56   | +53.822     | 11     | 12   |
| 5      | 77   | 維爾特利·鮑達斯   | 威廉斯-梅賽德斯   | 56   | +1:10.409   | 8      | 10   |
| 6      | 19   | 費利佩·馬薩       | 威廉斯-梅賽德斯   | 56   | +1:13.586   | 7      | 8    |
| 7      | 33   | 馬克斯·維斯塔潘   | 紅牛二隊-雷諾     | 56   | +1:37.762   | 6      | 6    |
| 8      | 55   | 小卡洛斯·塞恩斯   | 紅牛二隊-雷諾     | 55   | +1圈        | 15     | 4    |
| 9      | 26   | 丹尼爾·科維亞特   | 紅牛-雷諾         | 55   | +1圈        | 5      | 2    |
| 10     | 3    | 丹尼爾·里卡多     | 紅牛-雷諾         | 55   | +1圈        | 4      | 1    |
| 11     | 8    | 羅曼·格羅斯讓     | 蓮花-梅賽德斯     | 55   | +1圈        | 10     |      |
| 12     | 12   | 費利佩·納斯爾     | 薩伯-法拉利       | 55   | +1圈        | 16     |      |
| 13     | 11   | 塞吉歐·培瑞茲     | 印度威力-梅賽德斯 | 55   | +1圈        | 14     |      |
| 14     | 27   | 尼克·胡肯伯格     | 印度威力-梅賽德斯 | 55   | +1圈        | 13     |      |
| 15     | 98   | 羅伯托·梅里       | 瑪魯西亞-法拉利   | 53   | +3圈        | 19     |      |
| Ret    | 13   | 帕斯托·馬爾多納多 | 蓮花-梅賽德斯     | 46   | 煞車        | 12     |      |
| Ret    | 22   | 簡森·巴頓         | 麥拉倫-本田       | 40   | 渦輪        | 17     |      |
| Ret    | 14   | 費爾南多·阿隆索   | 麥拉倫-本田       | 20   | 動力單元    | 18     |      |
| Ret    | 9    | 马库斯·埃里克松   | 薩伯-法拉利       | 2    | 打滑        | 9      |      |
| DNS    | 28   | 威爾·史蒂文斯     | 瑪魯西亞-法拉利   | 0    | 燃油系統    | 20     |      |
| 來源： |      |                   |                   |      |             |        |      |

### 賽後排名
|   | 名次 | 車手              | 積分 |
| - | ---- | ----------------- | ---- |
|   | 1    | 路易斯·漢米爾頓   | 43   |
| 1 | 2    | 賽巴斯蒂安·維泰爾 | 40   |
| 1 | 3    | 尼可·羅斯堡       | 33   |
|   | 4    | 費利佩·馬薩       | 20   |
| 7 | 5    | 奇米·雷克南       | 12   |

|   | 名次 | 車隊            | 積分 |
| - | ---- | --------------- | ---- |
|   | 1    | 梅賽德斯        | 76   |
|   | 2    | 法拉利          | 52   |
| 1 | 3    | 威廉斯-梅賽德斯 | 30   |
| 1 | 4    | 薩伯-法拉利     | 14   |
| 2 | 5    | 紅牛二隊-雷諾   | 12   |

- 註記：僅列出前五名。

## 外部連結
- 一級方程式賽車官方網站上的2015年馬來西亞大獎賽（页面存档备份，存于）

| 上一場： 2015年澳大利亞大獎賽 | 2015年世界一级方程式锦标赛 | 下一場： 2015年中國大獎賽     |
| 上一屆： 2014年馬來西亞大獎賽 | 馬來西亞大獎賽             | 下一屆： 2016年馬來西亞大獎賽 |